# Jeronimas Uborevičius

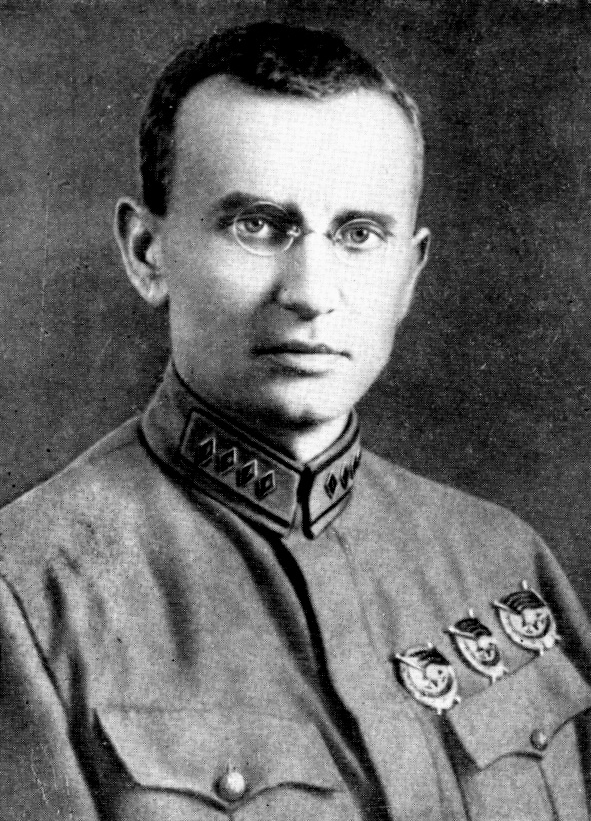
Jeronimas Uborevičius

Jeronimas Uborevičius (russisch Иероним Петрович Уборевич Ijeronim Petrowitsch Uborewitsch, wiss. Transliteration Ieronim Petrovič Uborevič; * 2. Januarjul. / 14. Januar 1896greg. in Antandrija, Gouvernement Kowno; † 12. Juni 1937 in Moskau) war ein sowjetischer Politiker und Heerführer der Roten Armee.

## Leben
Der aus einer litauischen Bauernfamilie stammende Jeronimas besuchte ab 1909 die Realschule in Dünaburg. Diese verließ er 1914 mit einer Goldmedaille und studierte bis 1915 am Petrograder Polytechnikum Mechanik. Im Frühjahr 1916 wurde er in der Petrograder Artillerieschule Leutnant und diente in der 15. Artillerie-Division im Ersten Weltkrieg.
Im März 1917 trat Uborewitsch in die SDAPR(B) ein. Als Kommandeur einer Einheit der Roten Garde wurde er im Kampf gegen die Rumänen und Österreicher in Bessarabien im Februar 1918 verwundet und geriet in Gefangenschaft.
Im Bürgerkrieg kämpfte der Bolschewik im Herbst 1919 im Gouvernement Orjol und im Gouvernement Tula gegen die Weißen unter Mai-Majewski und Alexander Kutepow. Im Spätwinter 1920 besiegte Uborewitsch am Kuban Denikins Armee und eroberte Kriwoi Rog, Cherson, Nikolajew und Odessa. Im zeitigen Frühjahr 1920 erstürmte er Jekaterinodar, nahm Noworossijsk ein und behinderte somit den geordneten Rückzug der Weißen auf die Krim. Als Befehlshaber der 14. Armee an der Südwestfront vertrieb er die Polen 1920 aus Winniza, Schmerynka und Mogilew-Podolski. Im Juni 1920 kämpfte Uborewitsch auf der Krim gegen die Russische Armee Wrangels. Vom Spätherbst 1920 bis zum Frühjahr 1921 unterdrückte er Bauernaufstände in der Ukraine und in Weißrussland. Schließlich führte Uborewitsch die 5. Armee in der Fernöstlichen Republik und die dortige Revolutionäre Volksarmee vom August 1921 bis zum August 1922.
Nach dem Bürgerkrieg wirkte Uborewitsch vom Juni 1924 bis zum Januar 1925 als Chef des Generalstabes im Ukrainischen Militärbezirk und kommandierte darauf bis zum November 1927 den Nordkaukasischen Militärbezirk. Vom August 1926 bis Juni 1934 gehörte er dem Revolutionären Kriegsrat an. 1927–1928 wurde Uborewitsch für dreizehn Monate studienhalber nach Deutschland abkommandiert und absolvierte in Berlin die Führergehilfenausbildung der Reichswehr. Darauf in die Sowjetunion zurückgekehrt, plädierte er für die weitere Technisierung der Roten Armee nach dem Vorbild der Reichswehr. Vom November 1928 bis zum November 1929 war Uborewitsch Chef des Moskauer Militärbezirkes. Darauf war er bis zum Juni 1931 in der Roten Armee für Rüstung zuständig und studierte in dieser Funktion 1930 die deutsche Rüstungsindustrie. Alsdann übernahm Uborewitsch bis zum 20. Mai 1937 als Kommandierender General den Weißrussischen Militärbezirk.
Auf dem XVI. Parteitag der KPdSU wurde Uborewitsch Kandidat des ZK dieser Partei und seit Januar 1932 war er Mitglied des ZK der KPdSU Weißrusslands.
Uborewitsch meinte, Verteidigungsminister Woroschilow sei den Anforderungen eines nächsten Krieges nicht gewachsen. Stalin stand auf der Seite seines Verteidigungsministers. Uborewitsch wurde zum Kommandierenden General des Mittelasiatischen Militärbezirkes ernannt und auf der Hinreise am 29. Mai 1937 verhaftet, im Rahmen der Stalinschen Säuberungen, auch Großer Terror genannt, angeklagt, verurteilt und erschossen. Seine Frau Nina wurde als Familienangehörige eines Vaterlandsverräters inhaftiert und im Oktober 1941 erschossen. Die am 14. Februar 1924 in Tschita geborene gemeinsame Tochter Wladimira wurde 1937–1941 im Waisenhaus erzogen, 1944 zu fünf Jahren Lager verurteilt und 1947 freigelassen.
Während Chruschtschows Tauwetter wurden Wladimira 1955 und ihre Eltern 1957 rehabilitiert.

## Ehrungen
- 1919, 1920, 1922 Rotbannerorden
- 1920 Revolutionäre Ehrenwaffe
- Straßen tragen Uborewitschs Namen in
  - Russland in Wladiwostok, Nowodwinsk, Plessezk, Tambow, Chabarowsk,
  - der Ukraine in Donezk, Chmelnizki, Kiew (2 Straßen), Charkow,
  - Belarus in Minsk, Baranawitschy.